# 春雷街道 (绵阳市)
春雷街道是中华人民共和国四川省绵阳市游仙区下辖的一个街道办事处。

## 行政区划
春雷街道下辖以下村级行政区划单位：
春晖社区、春华社区、春江社区、春瑞社区、春晓社区。